# Nas (Hiszpania)
Nas – miejscowość w Hiszpanii, w Katalonii, w prowincji Lleida, w comarce Baixa Cerdanya, w gminie Bellver de Cerdanya.
Według danych INE z 2005 roku miejscowość zamieszkiwało 17 osób.